# Sarophorus angolensis
Sarophorus angolensis là một loài bọ cánh cứng trong họ Bọ hung (Scarabaeidae).